# 雷佐阿廖
雷佐阿廖（義大利語：Rezzoaglio），是意大利热那亚省的一个市镇。总面积105.3平方公里，人口1106人，人口密度10.5人/平方公里（2009年）。ISTAT代码为010048。